# Stipa juncifolia
Stipa juncifolia är en gräsart som beskrevs av Dorothy Kate Hughes. Stipa juncifolia ingår i släktet fjädergrässläktet, och familjen gräs. Inga underarter finns listade i Catalogue of Life.